# Христо Комарницки
Христо Комарницки е български аниматор, илюстратор и карикатурист, специализиран в политическата сатира. Носител е на над 10 награди за своите произведения. Комарницки рисува карикатури за вестник „Сега“ от самото създаване на вестника през 1997 г.

## Биография и творчество
Комарницки е роден в град Габрово през 1964 г. Завършва художествената гимназия в София, след което учи анимация и работи в Киноцентъра (сега Nu Boyana Film Studios). През 1989 г. започва да публикува карикатури, първо във вестник в „Стършел“, а по-късно през годините и във вестниците „Демокрация“, „Век 21“ и „Свободен народ“, наред с редица други издания. Работата му е повлияна от български карикатуристи, като Илия Бешков и Александър Божинов, както и от творбите на поляка Анджей Млечко.
Творбите на Комарницки са награждавани от Съюза на българските журналисти, медийния фестивал в Албена, Асоциацията на ООН кореспондентите, както и на изложби в Италия, Хърватия, Турция, Япония и т.н. През 2010 г. получава и наградата за човешки права на Организацията на медиите от Югоизточна Европа (South East Europe Media Organization).
През 2021 година участва в инициативния комитет за издигане на кандидатурата на Лозан Панов на президентските избори.